# Iseropus hylesiae
Iseropus hylesiae là một loài tò vò trong họ Ichneumonidae.